# 제니 후
제니 후(胡燕妮, 영어: Jenny Hu, 1945년 11월 17일 ~ )은 중화인민공화국의 독일계 홍콩인 배우이다.

## 출연 작품

### 영화
- 《용봉투》 (2004년)